# Bellac
Bellac là một xã trong vùng Nouvelle-Aquitaine, thuộc tỉnh Haute-Vienne, quận Bellac, tổng Bellac. Tọa độ địa lý của xã là 46° 07' vĩ độ bắc, 01° 03' kinh độ đông. Bellac nằm trên độ cao trung bình là 245 mét trên mực nước biển, có điểm thấp nhất là 175 mét và điểm cao nhất là 301 mét. Xã có diện tích 24,42 km², dân số vào thời điểm 1999 là 4576 người; mật độ dân số là 187 người/km².

## Thông tin nhân khẩu
| 1962  | 1968  | 1975  | 1982  | 1990  | 1999  |
| ----- | ----- | ----- | ----- | ----- | ----- |
| 4.783 | 5.240 | 5.360 | 5.079 | 4.924 | 4.576 |

## Nhân vật nổi tiếng
- Jean Giraudoux
- Agnès Clancier

## Địa điểm tham quan
- Nhà thờ Đức Bà (thế kỉ 12 và thế kỉ 14)